# مشتی دیر ماما
مشتی دیر ماما (به عربی: مشتی دیر ماما) یک روستا در سوریه است که در ناحیه مرکزی مصیاف واقع شده‌است. مشتی دیر ماما ۱۶۹ نفر جمعیت دارد.